# Camp Ripley

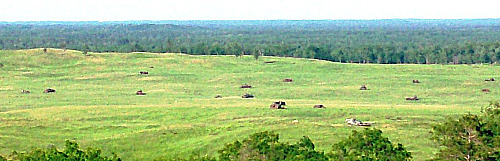
Wade Lund Übungsgelände

Camp Ripley ist die Bezeichnung eines Standorts der Minnesota National Guard südlich des Mississippi River in der Nähe von Little Falls (Minnesota). Der Stützpunkt wurde nach Eleazer Wheelock Ripley benannt, einem US-amerikanischen General im Britisch-Amerikanischen Krieg. Camp Ripley wird auch von der Minnesota State Patrol und weiteren zivilen Organisationen genutzt.

## Geschichte
Fort Ripley wurde 1848 im Zuge der Indianerkriege gebaut. Das historische Fort ist auch heute noch teilweise erhalten.  1930 errichtete der State of Minnesota auf dem Gelände einen Truppenübungsplatz, der in den 1950er Jahren noch einmal erweitert wurde.

## Gelände
Das heutige Camp Ripley Training Center ist Trainingsgelände für die Nationalgarde, die Minnesota State Patrol, die Civil Air Patrol, das Minnesota Department of Natural Resources, den Minnesota State Fire Marshal und für internationale militärische Partnerprogramme mit Kanada, Norwegen und den Niederlanden. Auf dem Gelände befindet sich das Ray S. Miller Army Airfield mit zwei Landebahnen. Auch die United States Army Reserve trainiert hier häufig während des Sommers.

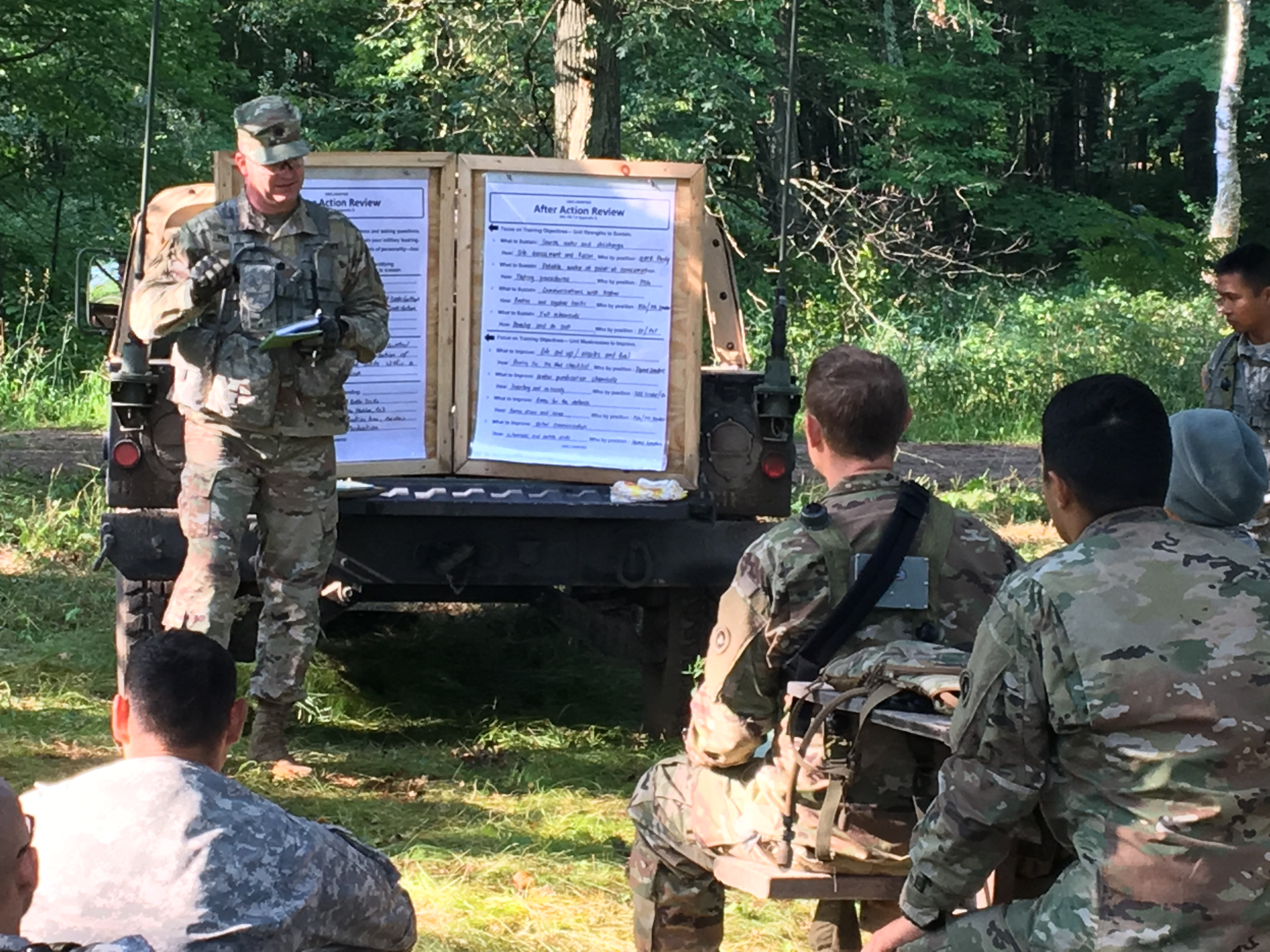
Review nach einer Übung einer Reserveeinheit

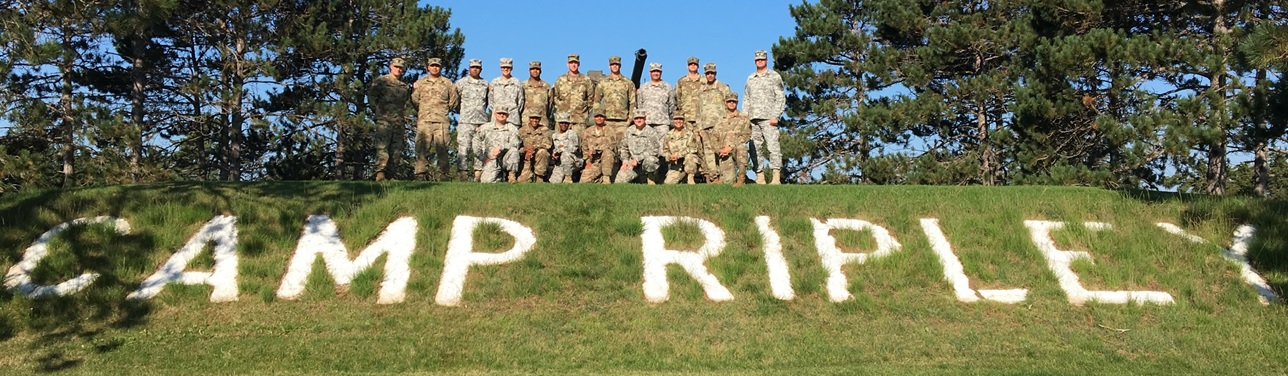
Eingang zu Camp Ripley

## Stationierte Verbände
Zurzeit sind Einheiten folgender Verbände stationiert:
Camp Ripley Training Center
- 175th Regiment (Regional Training Institute)
  - 1st Battalion (Officer Candidate School)
  - 2nd Battalion (Modular Training)
  - Regional Training Site-Maintenance

Ray S. Miller Army Airfield
- 934th Airlift Wing (Air Force Reserves)
- 133rd Airlift Wing (Minnesota Air National Guard)